# Franz Zaiser
Franz Zaiser (* 29. Januar 1886 in Pöllau, Steiermark; † 14. Januar 1959 in Graz) war ein österreichischer Offizier, zuletzt im Charakter eines Generalleutnants der deutschen Luftwaffe vor dem Zweiten Weltkrieg.

## Leben
Beförderungen
- 18. August 1908 Leutnant mit Patent
- 1. Mai 1913 Oberleutnant
- 1. September 1915 Hauptmann
- 1. Januar 1921 Major
- 1. März 1923 Stabshauptmann
- 27. März 1928 Oberstleutnant
- 25. Februar 1931 Oberst
- 22. Dezember 1936 Generalmajor
- 31. Juli 1938 Charakter als Generalleutnant

### Frühe Jahre und Erster Weltkrieg
Zaiser trat am 18. August 1908 der österreich-ungarischen Armee bei und fand dort bis Ende September 1912 zunächst im Infanterie-Regiment 27 Verwendung. Anschließend besuchte Zaiser von Oktober 1912 bis zum 27. Juli 1914 die Kriegsschule in Wien. Nach deren Beendigung wurde er vom 28. Juli 1914 bis 21. April 1915 beim Stab der 22. Schützen-Division eingesetzt. Im Anschluss hieran fungierte er als Hauptmann bis Kriegsende in verschiedenen Stäben. So vom 29. Mai 1915 bis 17. September 1916 bei der 38. Infanterie-Truppen-Brigade, 106. Infanterie-Truppen-Division sowie zuletzt beim Generalstab des VIII. Korps.

### Jahre bis zum Anschluss Österreichs
Nach dem Ersten Weltkrieg diente Zaiser vom 16. Dezember 1918 bis 4. Februar 1919 als Wachoffizier bei der Krongüterwache in der Wiener Hofburg sowie anschließend bis zum 8. Juni 1919 bei der Zensurstelle I in Wien. Vom 9. Juni 1919 bis Mitte September 1919 war er Transport-Begleit-Offizier bei der Lebensmittel-Expositur in Graz. Von dort aus wechselte er am 14. Oktober 1919 zum Grenzschutz Ost in der Steiermark über, wo er bis Ende November 1920 verblieb. Hieran anschließend diente er bis Ende Oktober 1929 beim Stab des Brigade-Kommandos 5 um sodann für zwölf Monate im Alpenjäger-Regiment 10 eingesetzt zu werden. Am 1. November 1931 kam Zaiser zur Brigade-Artillerie-Abteilung 5, wechselte jedoch nur wenig später, am 1. März 1931 zum Stab des Brigade-Kommandos 5 zurück. Hier wurde er am 1. September 1931 Chef des Stabes. Diese Position hielt Zaiser bis zum 1. Juni 1933 inne, um danach bis Ende 1934 als zugeteilter Offizier bei seiner Brigade zu gelten.
Am 1. Januar 1935 wechselte er zum Bundesministerium für Landesverteidigung über, wo er bis Ende Februar 1936 in der Abteilung 1/A eingesetzt war. Anschließend stieß er am 1. März 1936 als Infanterie-Brigadier zur 5. Division. Dort trat er nach dem Anschluss Österreichs am 12. März 1938 zum 15. März 1938 der Luftwaffe bei. Vom 1. April 1938 bis Ende Juli 1938 war er dort Offizier z. b. V. des Reichsluftfahrtministers und Oberbefehlshabers der Luftwaffe, kam jedoch zu keinem Kommando mehr. Am 31. Juli 1938 wurde er unter gleichzeitiger Verleihung des Charakters eines Generalleutnants aus der Luftwaffe entlassen (entfernt).

## Militärische Auszeichnungen (Stand 1933)
- Eisernes Kreuz II. Klasse
- Militärjubiläumskreuz
- Verwundetenmedaille
- Bronzene Militär-Verdienstmedaille am Bande des Militärverdienstkreuzes mit Schwertern
- Silberne Militär-Verdienstmedaille am Bande des Militärverdienstkreuzes mit Schwertern
- Militärverdienstkreuz III. Klasse mit der Kriegsdekoration und Schwertern
- Goldenes Ehrenzeichen für Verdienste um die Republik Österreich